# Andrzej Braiter
Andrzej Maria Braiter (ur. 13 sierpnia 1962 w Warszawie) – polski urzędnik państwowy i dyplomata, ambasador tytularny, honorowy obywatel Brasílii.

## Życiorys
W Brazylii ukończył szkołę średnią, a także Universidade de Brasília (UnB), gdzie studiował literaturę i nauki ekonomiczne. Będąc jeszcze w Brazylii, pracował w szkole podstawowej.
W latach 1985–1987 prowadził na Uniwersytecie Warszawskim lektorat języka portugalskiego oraz zajęcia z historii Brazylii i metodyki nauczania. Został pracownikiem MSZ w 1988. Przeszedł wszystkie szczeble kariery zawodowej. W latach 1987–1988 ukończył roczne podyplomowe studium służby zagranicznej, a w latach 1989–1990 przebywał na stażu zagranicznym w ambasadzie RP w Portugalii na stanowisku asystenta ambasadora. Po powrocie do centrali był zatrudniony na stanowisku radcy w protokole dyplomatycznym. W 1991 ukończył na Uniwersytecie w Leeds studium podyplomowe dot. stosunków międzynarodowych. Po powrocie do kraju, w latach 1991–1993 pracował w departamencie Afryki, Azji, Australii i Oceanii jako II sekretarz.
Pełnił obowiązki kierownika placówki w ambasadzie RP w Luandzie w latach 1993–2002, początkowo jako chargé d’affaires, od 1997 jako ambasador. Po powrocie z misji był zatrudniony w Departamencie Polityki Bezpieczeństwa, w którym od 2003 pełnił funkcję zastępcy dyrektora. Prowadził sprawy nieproliferacji handlu bronią, przewodniczył delegacjom w ONZ w tym obszarze, brał udział w pracach Grupy Wassenaar, Grupy Australijskiej, był członkiem rady programowej MSPO KIELCE. W latach 2005–2008 był ambasadorem RP w Kostaryce, z akredytacją w pięciu państwach Ameryki Środkowej (Belize, Gwatemali, Hondurasie, Nikaragui i Salwadorze). W latach 2009–2011 pracował w centrali MSZ, najpierw jako Naczelnik Wydziału Współpracy Wielostronnej, a od kwietnia 2011 jako Dyrektor Centrum Rozwoju Zawodowego. Zajmował się m.in. projektami pomocowymi dla Ameryki Łacińskiej. Od 2012 do sierpnia 2013 pełnił funkcję wicedyrektora Biura Spraw Osobowych.
17 czerwca 2013 mianowany został ambasadorem w Brazylii przez prezydenta Bronisława Komorowskiego. 30 sierpnia 2013 objął kierownictwo placówki, stając się Ambasadorem Nadzwyczajnym i Pełnomocnym RP w Brazylii. W 2015 został wyróżniony nagrodą Ministra Spraw Zagranicznych Amicus Oeconomiae. Kadencję zakończył 20 grudnia 2017.
W swojej karierze był również międzynarodowym obserwatorem OBWE i ONZ, a także pełnił funkcję specjalnego wysłannika Prezydenta RP w Hondurasie (2006) i Nikaragui (2007). W 2016 pełnił funkcję szefa polskiej delegacji na spotkanie Grupy Dostawców Jądrowych (Nuclear Suppliers Group, NSG) w Buenos Aires. W 2019 zakończył pracę w MSZ.
W 2018 otrzymał najwyższe odznaczenie państwowe Federacyjnej Republiki Brazylii – Krzyż Wielki Orderu Narodowego Krzyża Południa.
W sierpniu 2020 został redaktorem naczelnym „Gentleman Magazine”.
Od 2023 jest członkiem honorowym Izby Polsko-Angolańskiej (IPLAO).
Żonaty, zna angielski, hiszpański, portugalski, francuski.